# Consumo
Per consumo si intende l'uso di beni e servizi da parte di individui, di imprese o della pubblica amministrazione (consumatore) che ne implichi il possesso o la distruzione materiale o la distruzione figurata (nel caso dei servizi).
In economia il consumo o domanda rappresenta una variabile macroeconomica di grande importanza in quanto correlata alle altre grandezze macroeconomiche e in grado di determinare, come una delle cause prime dal basso, le tendenze di crescita, stagnazione o recessione all'interno del sistema economico.
Consumo e produzione tendono all'equilibrio in risposta all'equilibrio tra domanda e offerta. In particolare sempre a livello macroeconomico si può distinguere tra consumi interni della nazione e consumi esterni ovvero la quota parte di produzione destinata all'export.

## Classificazione
Si suole distinguere due diverse categorie di consumo.

### Consumi intermedi
I consumi intermedi sono il valore dei beni e servizi consumati o trasformati dai produttori durante il processo produttivo.

### Consumi finali
I consumi finali rappresentano la quota del reddito destinata all'acquisto di beni e servizi per il soddisfacimento dei bisogni della collettività.
Si distingue tra:
- consumi individuali, detti anche consumi finali delle famiglie: sono costituiti dalle spese sostenute dalle famiglie per l'acquisto di beni (esclusi fabbricati, gioielli e oggetti di valore, che rientrano tra gli investimenti) e servizi; vi rientrano anche le spese sostenute dalle amministrazioni pubbliche e da istituzioni senza scopo di lucro (partiti, sindacati, organizzazioni religiose, associazioni culturali ricreative e sportive, enti di beneficenza ed assistenza), nei casi in cui sia individuare un soggetto che fruisce volontariamente dell'oggetto della spesa; si distingue quindi ulteriormente tra:
  - spesa per consumo finale delle famiglie: la parte dei consumi individuali il cui costo viene sostenuto direttamente dalle famiglie (ad esempio, nelle prestazioni del sistema sanitario solo la quota a carico dell'assistito);
  - consumo finale effettivo: comprende anche le spese sostenute a beneficio delle famiglie da parte delle amministrazioni pubbliche (compreso il costo complessivo delle prestazioni del Servizio sanitario nazionale) e delle istituzioni sociali senza scopo di lucro;
- consumi collettivi: le spese per i servizi che vanno a beneficio dell'intera collettività nel suo complesso (difesa, ordine pubblico, giustizia).

Da altro punti di vista, si distingue tra:
- consumo interno: le spese sostenute sul territorio nazionale, senza tenere conto della residenza dei soggetti che spendono (vi rientrano, ad esempio, anche i consumi dei turisti);
- consumo nazionale: le spese sostenute dalle famiglie residenti, compresi gli acquisti effettuati fuori del territorio nazionale.

## Il consumo nella teoria economica

### Consumo competitivo e non competitivo
Per consumo competitivo si intende l'utilizzo di una risorsa esauribile (ad esempio un piatto di cibo) , per consumo non competitivo si intende l'utilizzo di una risorsa concettuale (ad esempio l'informazione) 

### Analisi disaggregata del consumo
Nell'analisi disaggregata si considerano il comportamento del singolo consumatore e le sue scelte con riguardo a diverse categorie di beni, tenendo conto dei loro prezzi e del proprio reddito.
Tenendo fissi i prezzi, la domanda di un bene può aumentare o diminuire al variare del reddito; si distinguono:
- beni normali: quelli la cui domanda aumenta con l'aumentare del reddito;
- beni inferiori: quelli la cui domanda diminuisce con l'aumentare del reddito.

Inoltre, considerando l'elasticità della domanda rispetto al reddito, si distingue tra:
- beni di lusso: quelli il cui consumo aumenta percentualmente più della variazione del reddito;
- beni necessari: quelli il cui consumo aumenta percentualmente meno della variazione del reddito.

Si osserva,in particolare, che la domanda di beni alimentari cresce meno quando il reddito aumenta, fino a costituire una quota via via minore del consumo totale (legge di Engel).
Tenendo fisso il reddito, normalmente la domanda di un bene diminuisce se il suo prezzo aumenta. Vi sono tuttavia casi in cui si osserva la relazione contraria (beni di Giffen).

### Analisi aggregata del consumo
Nell'analisi aggregata si considera la spesa complessiva per i consumi.
La teoria keynesiana attribuisce particolare importanza al livello dei consumi, che è una delle componenti della domanda aggregata di beni e servizi. Livelli di consumo elevati non solo consentono un livello di benessere altrettanto elevato (in media), ma garantiscono, attraverso una forte domanda, una elevata produzione di beni e servizi, con ciò riducendo il livello di disoccupazione.
La funzione di consumo nel modelli macroeconomici viene solitamente formalizzata attraverso una funzione lineare:
C = c0 + c1Yd
dove c0 è l'ordinata all'origine (o meglio il consumo autonomo, ossia quella parte di consumo che non dipende dal reddito disponibile), e c1 è la propensione marginale al consumo, mentre Yd è il reddito in termini reali (ossia dopo le tasse). c1, la propensione marginale al consumo, è un valore compreso tra 0 e 1. Keynes osservava in proposito che al crescere del reddito di 1 unità, il consumo aumenta meno.
Alcune ricerche empiriche condotte da Simon Kuznets, tuttavia, mostrarono una notevole stabilità del rapporto tra risparmio e reddito, tendendo così a contraddire l'ipotesi di una propensione marginale al consumo inferiore all'unità.
Ne sono seguite teorie che fanno dipendere il livello dei consumi non tanto dal reddito corrente, ma piuttosto dalle prospettive di reddito di lungo periodo; si tratta delle ipotesi del ciclo vitale di Franco Modigliani e del reddito permanente di Milton Friedman.

### Consumo e comportamento del consumatore
Le teorie sul consumo sono state riviste alla luce di diversi studi che evidenziano una sequenza specifica di stadi del processo di consumo. Secondo Hawkins (University of Oregon) e Mothersbaugh (University of Alabama), un'azienda può avere efficacia solo se i consumatori 
1. percepiscono un bisogno che i propri prodotti possono risolvere,
2. diventano consapevoli del prodotto e delle sue capacità e potenzialità,
3. decidono che essa sia la migliore soluzione disponibile,
4. procedono nell'acquisto, e
5. diventano soddisfatti del risultato dell'acquisto.[2]

Il lavoro di Daniel Kahneman, psicologo israeliano, vincitore, insieme a Vernon Smith, del Premio Nobel per l'economia nel 2002, ha infatti integrato risultati della ricerca psicologica nella scienza economica, specialmente in merito al giudizio umano e alla teoria delle decisioni di consumo e acquisto in condizioni di dubbio, iperscelta e incertezza.

## Rilevazioni quantitative in Italia
In Italia le rilevazioni sui consumi intermedi si operano nell'ambito della stima del prodotto interno lordo, condotta sulla base dei dati contabili delle imprese con almeno 100 addetti e di indagini campionarie per le imprese minori.
Per quanto riguarda i consumi finali, come fonti classiche vi sono le indagini della Banca d'Italia sui bilanci delle famiglie, le indagini dell'ISTAT sui consumi delle famiglie e i conti della contabilità nazionale redatti secondo lo standard Sec95. Fino al 1999 la contabilità nazionale rilevava il consumo interno, ma da allora tutte e tre le indagini rilevano il consumo nazionale.

### L'indagine della Banca d'Italia
Nell'indagine sui bilanci delle famiglie condotta dalla Banca d'Italia:
- si considera come famiglia un insieme di persone conviventi che, indipendentemente dai legami di parentela, provvede al soddisfacimento dei bisogni mettendo in comune tutto o parte del reddito percepito dai suoi componenti;
- vengono rilevati il reddito, la spesa per consumi (con distinzione tra beni durevoli e non durevoli), la ricchezza, l'indebitamento (per immobili abitativi, per beni di consumo, per attività lavorative), l'utilizzo dei diversi strumenti di pagamento, il titolo di godimento dell'abitazione di residenza.

### L'indagine dell'ISTAT
Nell'indagine sui consumi delle famiglie condotta dall'Istat:
- l'unità di rilevazione è costituita dalla famiglia di fatto, intesa come un insieme di persone coabitanti e legate da vincoli affettivi, di matrimonio, parentela, affinità, adozione e tutela; sono considerate appartenenti alla famiglia, come membri aggregati, tutte le persone che, a qualsiasi titolo, convivono abitualmente con essa; sono escluse dalla rilevazione le spese per consumi dei membri di comunità (caserme, ospedali, brefotrofi, istituti religiosi, convitti ecc.) e delle famiglie presenti ma non residenti sul territorio nazionale;
- vengono rilevati i beni e servizi acquistati o autoconsumati dalle famiglie per il soddisfacimento dei propri bisogni, compresi i beni che provengono da un orto o da un'azienda agricola, i beni e i servizi forniti dal datore di lavoro ai dipendenti a titolo di salario, i fitti figurativi.

La spesa viene articolata secondo la classificazione COICOP.

### La contabilità nazionale
Nella contabilità nazionale la spesa per i consumi finali viene stimata con vari metodi:
- col "metodo della disponibilità"[8] per alcuni prodotti alimentari, il vestiario, le calzature, i mobili e gli altri articoli per la casa, i libri e i giornali, la televisione, la radio ed altri beni ricreativi (circa 28,5% del totale);
- sulla base dell'indagine Istat sui consumi delle famiglie per la maggior parte delle spese alimentari, per gli affitti e per parte delle spese sanitarie (circa 31% del totale);
- elaborando altri dati Istat (indagini relative al turismo, alla manutenzione dell'abitrazione ecc.; circa 16% del totale);
- utilizzando fonti amministrative per voci quali combustibili e tabacchi (circa 10\% del totale);
- utilizzando altre fonti, quali l'Anfia (associazione nazionale fra le industrie automobilistiche), l'Ania (associazione delle imprese di assicurazione), l'Inps ecc. (circa 14,5% del totale).